# Campbell County (Tennessee)
Das Campbell County ist ein County im US-amerikanischen Bundesstaat Tennessee. Das U.S. Census Bureau hat bei der Volkszählung 2020 eine Einwohnerzahl von 39.272 ermittelt. Der Verwaltungssitz (County Seat) ist Jacksboro.
Das Campbell County ist Bestandteil der Metropolregion um die Stadt Knoxville.

## Geografie
Das County liegt im Nordosten von Tennessee und grenzt im Norden an Kentucky. Es hat eine Fläche von 1290 Quadratkilometern, wovon 47 Quadratkilometer Wasserfläche sind.
Im Südosten wird das County vom Norris Lake begrenzt, einem Stausee des Clinch River und des Powell River, die über den Tennessee River und den Ohio zum Stromgebiet des Mississippi gehören.
An das Campbell County grenzen folgende Nachbarcountys:
| McCreary County (Kentucky) | Whitley County (Kentucky) |                  |
| Scott County               |                           | Claiborne County |
|                            | Anderson County           | Union County     |

## Geschichte
Campbell County wurde am 11. September 1806 aus Teilen des Anderson County und des Claiborne County gebildet. Der Hintergrund der Benennung ist nicht vollständig geklärt: Das County könnte nach Arthur Campbell (1742–1811) benannt sein, der während des Amerikanischen Unabhängigkeitskriegs Kommandant in der Grenzmiliz war, oder nach George Washington Campbell (1769–1848), der unter anderem Senator, Minister, Richter und Botschafter in Russland war.

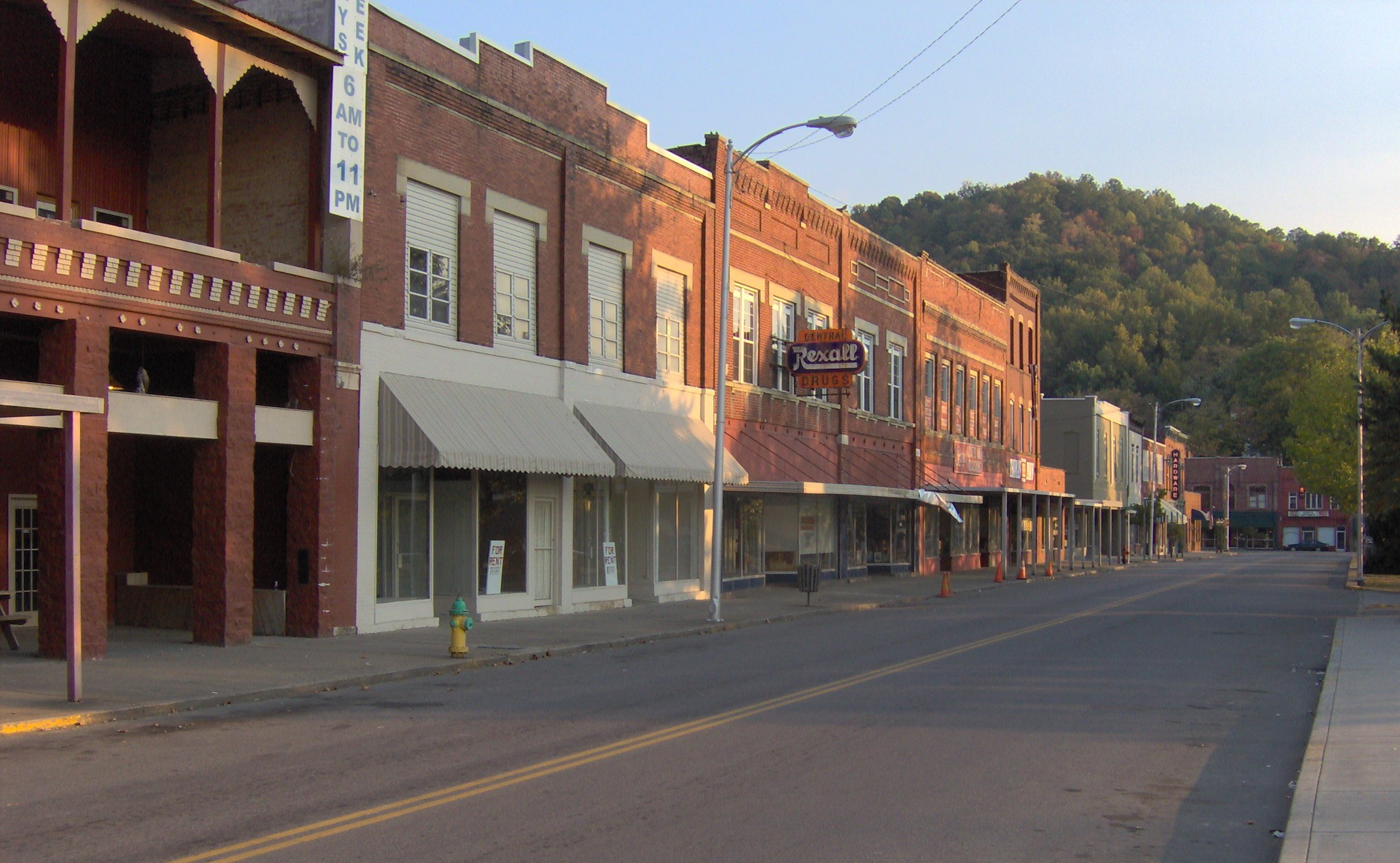
Der Jellico Commercial Historic District ist einer von sechs Einträgen des Countys im NRHP.

Sechs Bauwerke und Stätten des Countys sind im National Register of Historic Places (NRHP) eingetragen (Stand 10. August 2018).

## Bevölkerung
Nach der Volkszählung im Jahr 2010 lebten im Campbell County 40.716 Menschen in 15.959 Haushalten. Die Bevölkerungsdichte betrug 32,8 Einwohner pro Quadratkilometer. In den 15.959 Haushalten lebten statistisch je 2,51 Personen.
Ethnisch betrachtet setzte sich die Bevölkerung zusammen aus 97,7 Prozent Weißen, 0,5 Prozent Afroamerikanern, 0,3 Prozent amerikanischen Ureinwohnern, 0,3 Prozent Asiaten, 0,1 Prozent Polynesiern sowie aus anderen ethnischen Gruppen; 1,1 Prozent stammten von zwei oder mehr Ethnien ab. Unabhängig von der ethnischen Zugehörigkeit waren 1,3 Prozent der Bevölkerung spanischer oder lateinamerikanischer Abstammung.
21,1 Prozent der Bevölkerung waren unter 18 Jahre alt, 60,1 Prozent waren zwischen 18 und 64 und 18,8 Prozent waren 65 Jahre oder älter. 51,3 Prozent der Bevölkerung waren weiblich.
Das jährliche Durchschnittseinkommen eines Haushalts lag bei 31.943 USD. Das Pro-Kopf-Einkommen betrug 16.812 USD. 23,8 Prozent der Einwohner lebten unterhalb der Armutsgrenze.

## Ortschaften im Campbell County
Citys, Towns und Census-designated places (CDP):
| Ort         | Einwohner 2010 | Einwohner 2013 | Typ  |
| ----------- | -------------- | -------------- | ---- |
| La Follette | 7456           | 7251           | City |
| Jellico     | 2355           | 2304           | City |
| Caryville   | 2297           | 2257           | Town |
| Jacksboro   | 2020           | 1996           | Town |
| Rocky Top1  | 1781           | 1777           | City |
| Fincastle   | 1618           | 1417           | CDP  |

1 – überwiegend im Anderson County

Weitere, von der Volkszählung nicht separat erfasste Unincorporated Communities:
| - Alder Springs - Anthras - Block - Clinchmore - Cotula - Duff | - Elk Valley - Habersham - Morley - Newcomb - Pioneer - Stinking Creek | - Stony Fork - Vasper - Westbourne - Wooldridge - Wynn |

## Gliederung
Das Campbell County ist in fünf durchnummerierte Distrikte eingeteilt:
| Distrikt | Einwohner (2010) | FIPS     |
| -------- | ---------------- | -------- |
| 1        | 8795             | 47-90014 |
| 2        | 7145             | 47-90204 |
| 3        | 8672             | 47-90394 |
| 4        | 8538             | 47-90584 |
| 5        | 7566             | 47-90774 |